# 데이터 분석

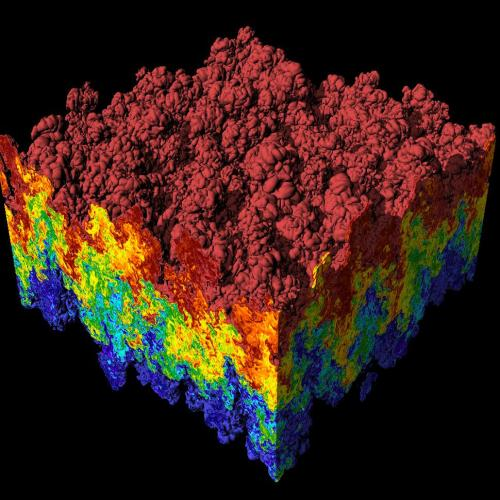

데이터 분석(data analysis)은 유용한 정보를 발굴하고 결론적인 내용을 알리며 의사결정을 지원하는 것을 목표로 데이터를 정리, 변환, 모델링하는 과정이다. 데이터 분석은 다방면으로 접근 방식이 있다. 다양한 이름의 다양한 기술을 아우르며, 각기 다른 비즈니스, 과학, 사회과학 분야에 사용된다. 오늘날 비즈니스 부문에서 데이터 분석은 의사 결정을 더 과학적으로 만들어 주고 비즈니스를 더 효율적으로 운영할 수 있도록 도와주는 역할을 한다.

## 같이 보기
- 데이터 분석